# Крістофер Коскеї
Крістофер Чероно Коскеї (англ. Christopher Cherono Koskei; нар. 14 серпня 1974) — кенійський легкоатлет, який спеціалізувався в стипль-чезі.
Брати:
- Абрахам Чероно[en] (нар. 1980) — чемпіон світу з кросу;
- Саїф Саїд Шахін (нар. 1982) — чемпіон та ексрекордсмен світу зі стипль-чезу.

## Спортивні досягнення
Чемпіон світу з бігу на 3000 метрів з перешкодами (1999). Срібний призер з бігу на 3000 метрів з перешкодами на чемпіонаті світу (1995, біг босоніж).
Чемпіон світу з кросу в командному заліку юніорської вікової категорії (1993). Срібний призер чемпіонату світу з кросу в індивідуальному заліку юніорської вікової категорії (1993).
Переможець забігу на 3000 метрів з перешкодами на Кубку світу (2002).
Срібний призер з бігу на 3000 метрів з перешкодами на чемпіонаті Африки (1992).
Бронзовий призер з бігу на 3000 метрів з перешкодами на Африканських іграх (1999).